# Bolivar (Wirginia Zachodnia)
Bolivar – miasto w Stanach Zjednoczonych, w stanie Wirginia Zachodnia, w hrabstwie Jefferson.